# Microregione di Bocaiúva
Bocaiúva è una microregione del Minas Gerais in Brasile, appartenente alla mesoregione di Norte de Minas.

## Comuni
È suddivisa in 5 comuni:
- Bocaiúva
- Engenheiro Navarro
- Francisco Dumont
- Guaraciama
- Olhos-d'Água